# Das Käferfräulein
Das Käferfräulein ist ein arabisches Volksmärchen (AT 2023).

## Handlung
Ein Käferfräulein fand beim Fegen seines Hauses einige Paramünzen, für die es sich im Laden des Parfümhändlers rote Schminke, weißen Puder und Kuhl, durch den die Augen schwarz umrandet werden können, kaufte. Herausgeputzt und mit einem kleinen Schleier versehen, setzte es sich dann auf die Schwelle seines Hauses, um auf einen Freier zu warten. Als Erstes kam der Grünkramhändler vorbei, der auf die Frage hin, was er denn als Gatte für es tun wolle, erwiderte, dass er es auf ein Tablett legen und verkaufen wolle, woraufhin das Käferfräulein wütend wurde, die Mutter des Grünkramhändlers beleidigte und ihm verbot, es anzuschauen. Nicht anders verlief die Begegnung mit dem scherzenden Kadi, der erwiderte, dass er das Käferfräulein mit dem Schwanz seines Eselfohlens zerdrücken wolle, und auch der Parfümhändler, der das Fräulein zum Erröten bringen wollte, antwortete nur, dass er es in einen Sack stecken und verkaufen wolle. Schließlich aber kam eine große Ratte daher, sprach das Käferfräulein würdevoll an und versprach ihm, es zu ernähren sowie ihm Honig vom Hause des Sultans zu bringen, also nahm das Käferfräulein den Antrag an.
In der Folgezeit lebten die beiden ein herrliches Leben, da der Rattenmann geschickt darin war, die Händler zu bestehlen. Eines Tages jedoch wollte er sich auch am Honig des Sultans versuchen, was ihm zum Verhängnis wurde, da er in den Honigtopf hineinfiel und erstickte. Der Topf wurde daraufhin auf die Straße geworfen, wo er zerbrach und der tote Rattenmann somit in den Staub geschleudert wurde. So fand ihn dann auch das Käferfräulein vor, das sich mit den gemeinsamen Kindern auf die Suche nach seinen Gatten begeben hatte, und als sie wieder zu Hause waren, wurde lautes Wehklagen erhoben, wobei das Käferfräulein mit sich haderte, weil es die anderen Freier abgewiesen und eine Ratte geheiratet hatte.

## Hintergrund
Das Märchen stammt aus Mosul, Irak und ist in Ahmad as-Ṣūfīs Volkserzählungen aus Mosul in Folklore-Bibliothek, Bagdad 4 (1962, S. 108) zu finden. Es ist eines der beliebtesten Kindermärchen im Irak. Zur Verbreitung nennt das Werk Arabische Volksmärchen von Samia al Azharia Jahn: Algerien mit René Bassets Nouveaux contes berbères (Paris 1887, S. 50, Nr. 88) und Jean Scelles-Millies Contes Sahariens du Souf (Paris 1963, S. 279); Tunis mit J. Magnins Le scarabée et la cigale in Revue de l’Institut des Belles Lettres Arabes à Tunis 5 (Tunis 1942, S. 370); Palästina mit St. H. Stephans Palestinian Animal Stories and Fables in Journal of the Palestine Oriental Society 3 (Jerusalem 1923, S. 181, Nr. 12 und S. 183, Nr. 13); Irak mit E. S. Stevens Folk-Tales of Iraq (Oxford 1931, S. 40, Nr. 10) und Elijahu Agasis Chuscham Mibaghdad, dt.: Der Dumme aus Bagdad (Tel Aviv 1960 (hebräisch), S. 11, Nr. 1), rez. in Fabula, Zeitschrift für Erzählforschung 4 (Berlin 1961, S. 274); Persien mit David Lockhart Robertson Lorimers und E. D. Lorimers Persian Tales written down for the first time in the original Kermānī and Bakhtiārī (London 1919, S. 14, Nr. 4 und S. 297, Nr. 45) und die Türkei mit Wolfram Eberhards und Pertev Naili Boratavs Typen türkischer Volksmärchen 21 (Wiesbaden 1953).
Das Märchen ist auch in Europa und als reines Tiermärchen bekannt. Die Braut ist meist ein Käfer bzw. Mistkäfer, was arme Leute, die aber ein empfindliches Ehr- und Standesgefühl haben, symbolisieren soll. In der Türkei kann sie zudem ein heiliger Pillendreher, eine Schnecke und ein Frosch sein, in Algerien eine Ameise. Die Freier können spottende menschliche Männer (Varianten aus Palästina, dem Irak und Persien) aber auch Tiere, wie etwa ein Löwe, ein Pferd, ein Esel oder ein Hahn sein, die sich vor der kräftigen Stimme der Braut erschrecken oder aber deren Attribute, wie kräftige Schwänze und scharfe Krallen, bedrohlich sind.